# 鹿児島市立喜入小学校
鹿児島市立喜入小学校（かごしましりつきいれしょうがっこう）は、鹿児島県鹿児島市喜入町にある市立の小学校。

## 概要
鹿児島市の南部にある小学校であり、旧喜入町の中央部に位置している。1869年に学講所として開校し、後に二十三郷校となり、1876年に喜入小学校に改称、2004年に鹿児島市に編入され現校名となった。2005年現在で329人が在籍しており、学級数は1学年あたり2学級から3学級で構成されている。

## 沿革
- 1869年（明治2年） - 学講所開莚
- 1871年（明治4年） - 振武館を真部所の古跡に起こし立志館をその西に建つ
- 1872年（明治5年） - 立志館を外城二十三郷校と命名し鹿児島県小学校の管轄に属す
- 1875年（明治8年） - 小学校令の頒布あり、本校を二十三郷校と改称
- 1876年（明治9年） - 郷校を喜入小学校と改称
- 1881年（明治14年） - 宮坂小学校を本校に合併し分校を一倉に置く
- 1897年（明治30年） - 校旗制定
- 1901年（明治34年） - 落成式挙行、喜入尋常高等小学校と改称
- 1903年（明治36年） - 補習学校を附設
- 1904年（明治37年） - 喜入女子補習学校を開設
- 1939年（明治42年） - 補習学校廃止、終業年限3ヶ年の高等科設置
- 1941年（明治44年） - 一倉尋常高等小学校を分教場とする
- 1917年（大正6年） - 実業補習学校設立
- 1924年（大正13年） - 実業高等女学校併設開校
- 1936年（昭和11年） - 創立60周年記念式挙行
- 1940年（昭和15年） - 国民学校教育研究指定校
- 1941年（昭和16年） - 国民学校令により喜入国民学校と改称
- 1947年（昭和22年） - 喜入村立喜入小学校と改称。同時に一倉分教場が喜入村立一倉小学校として独立。
- 1952年（昭和27年） - 創立75周年記念式挙行
- 1956年（昭和31年） - 喜入村が町制施行したのに伴い、喜入町立喜入小学校と改称
- 1960年（昭和35年） - 新校舎第一期工事（鉄筋170坪）竣工
- 1961年（昭和36年） - 新校舎第二期工事（鉄筋200坪）竣工
- 2004年（平成16年） - 喜入町が鹿児島市に編入されたのに伴い、鹿児島市立喜入小学校と改称

## 通学区域
- 鹿児島市喜入町の全域[2]